# Еврей с монетами
Еврей с монетами (пол. Żyd z pieniążkiem) — уникальное явление в современной польской этнографии, образ в различных вариантах, изображающий чаще всего сидящего за столом бородатого пожилого еврея, пересчитывающего монеты. Образ пожилого еврея с монетами представляет собой, в соответствии с различными интерпретациями, или отрицательный стереотип, характеризующий представление поляков о евреях как о скупом и алчном народе, обладающем значительным богатством, или положительный новый стереотип, характеризующий евреев как успешный в делах народ. Картины или репродукции, изображающие еврея с монетами, пользуются в современной Польше популярностью, продаются в различных сувенирных магазинах и считаются среди поляков талисманом или амулетом, приносящим финансовый успех.

## Характеристика
Образ представляет собой стереотип поляков о богатом еврействе, которое символизируется бородатым стариком с характерными семитскими чертами лица. Пейсы и ермолка дополняют стереотипный образ еврейства и символизируют иудаизм. Центральным элементом картины являются монеты, которые лежат перед пожилым евреем. Всё внимание еврея сосредоточено на монетах. Различные варианты образа акцентируют внимание также и на раскрытой бухгалтерской книге, лежащей возле еврея. На столе может стоять чернильница с пером, керосиновая лампа, свеча, лампадка или другие второстепенные элементы. Иногда старик изображается с пером в руке, ведущим учёт в бухгалтерской книге.
Свою распространённость картина приобрела в начале XXI века и представляет собой дальнейшее культурное продолжение популярных на протяжении всего XX века статуэток из различного материала, изображавших еврея с сумкой или торбой. Сегодня среди поляков существует суеверие, что образ старого еврея, пересчитывающего монеты, приносит финансовый успех обладателю картины. Согласно этому суеверию картина должна висеть на левой стене от входа в квартиру или офис. Существует также мнение, что в субботу картину следует сдвигать в сторону, чтобы она висела в косом положении или вешать её «вверх ногами», чтобы «монеты скатывались или падали со стола еврея в жилище». Акцентирование на субботу свидетельствует о косвенном влиянии Шаббата на польское национальное подсознание.

## Культурное значение
Согласно польскому антропологу и этнографу Йоанне Токарской-Бакир, образ пожилого еврея имеет в польском культурном сознании черты чуждой полякам общности, которая не является составной частью польской национальной самоидентификации. Сочетание алчного еврея и монет ассоциируется у поляков с давним негативным стереотипом о еврейском народе, который якобы обладает «магической способностью» манипулировать и управлять не принадлежащей ему денежной массой, получая при этом значительный доход. Образ старого еврея отражает традиционное суеверие о существовании некоего демонического духа, являющегося хранителем домашнего очага. При этом образ еврея, вызывающий негативные эмоции, становится источником «магических сил», если обладатель картины может управлять им в своих интересах (подкладывать под картину монетку, располагать картину по своему усмотрению или «унижать» образ, вешая его «вверх ногами» в субботу). По словам Йоанны Токарской-Бакир, подобные действия обладателя картины становятся неосознанным проявлением славянских мифов о домовых, с которыми, если с ними правильно поступать или управлять, можно договориться о выгодном для себя положении.
Согласно польскому антропологу Божене Уминской-Кефф, образ пожилого еврея является рефлекторным проявлением негативных эмоций, который вызывает традиционный польский антисемитизм и входит в систему представлений о еврее как «еврее-кровопийце», «еврее-чародее» и «еврее-угнетателе». Божена Уминская-Кефф повторяет мнение Йоанны Токарской-Бакир в немного другом контексте, утверждая, что управление образом пожилого еврея ассоциируется у поляков с временами Второй мировой войны, когда евреи были вынуждены расставаться со своим богатством, чтобы сохранить свою жизнь.
Согласно утверждениям главы Познанской еврейской гмины, Павла Йенджеевского, образ еврея с деньгами является признанием успешности евреев в делах и как таковой замещает ранее культивировавшийся образ еврея, как слабого и притесняемого существа. По его мнению, образ имеет американское происхождение и связан с успешностью евреев как этнической группы, которые при численности в менее чем 3% от населения США составляют до 7.7% управляющих успешных компаний и 46% от имеющих годовой доход в 100 тысяч долларов и более. Также, по его мнению, данный образ показывает дальнейший отрыв польского общества от земли и замену сельского стереотипа еврея как кровопийцы, от которого надо держаться подальше, на чисто капиталистический стереотип еврея, как успешного в финансовых делах и бизнесе.

## Разное
С суеверием в магическую способность картины или её различных объёмных вариантов связаны польские пословицы «Еврей в сени — деньги в карманы» («Żyd w sieni, pieniądz w kieszeni»), «У кого нет в доме жида — тому беда» («Kto nie ma w domu Żyda — temu bida»), «Когда еврейчик в дом входит, счастье и благополучие приходит» («Gdy Żydek do domu wchodzi, szczęście i dobrobyt przychodzi») (еврей ассоциируется в этих пословицах с финансовым успехом).
В Кракове ежегодно в Пасхальный понедельник отмечается народный праздник под названием «Эммаус», традиционным элементом которого является продажа стилизованных деревянных фигурок с изображением еврея.